# ベニオチョウチョウウオ
ベニオチョウチョウウオ（紅尾蝶々魚、学名：Chaetodon mertensii）は、スズキ目チョウチョウウオ科に分類される魚類の一種。

## 形態
- 全長は約13cm[1]。
- 体側に「く」の字形の黒色帯が並ぶ[2]。
- 体側の後部と尾鰭が黄色[2]。

よく似た種

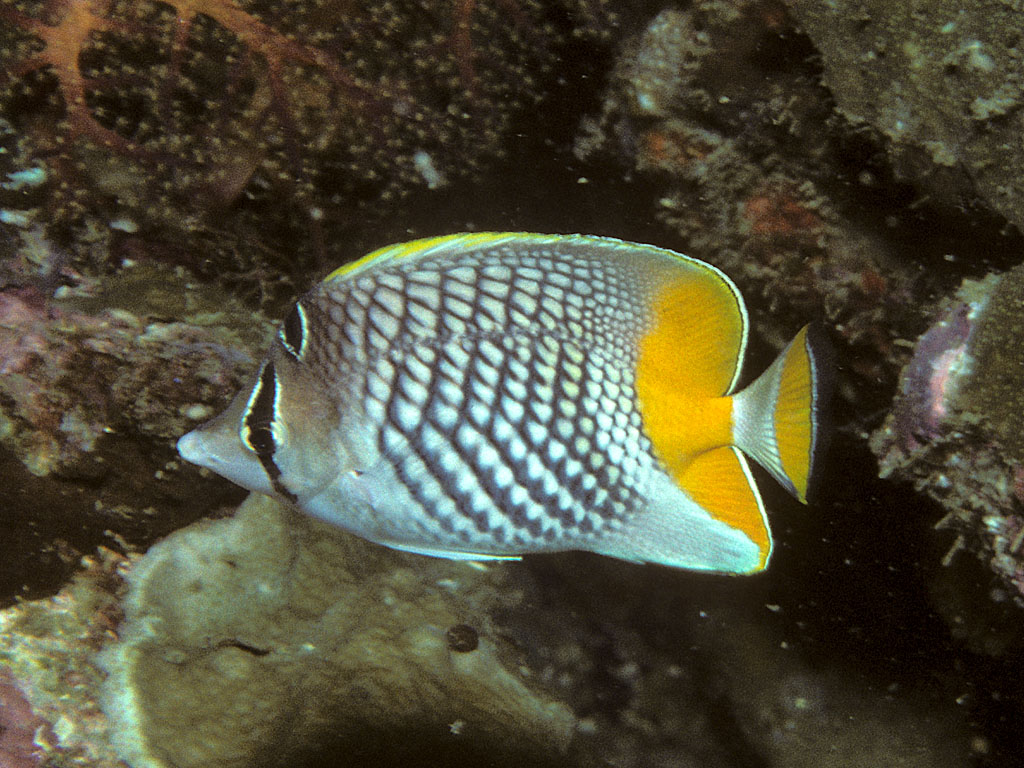
アミメチョウチョウウオ

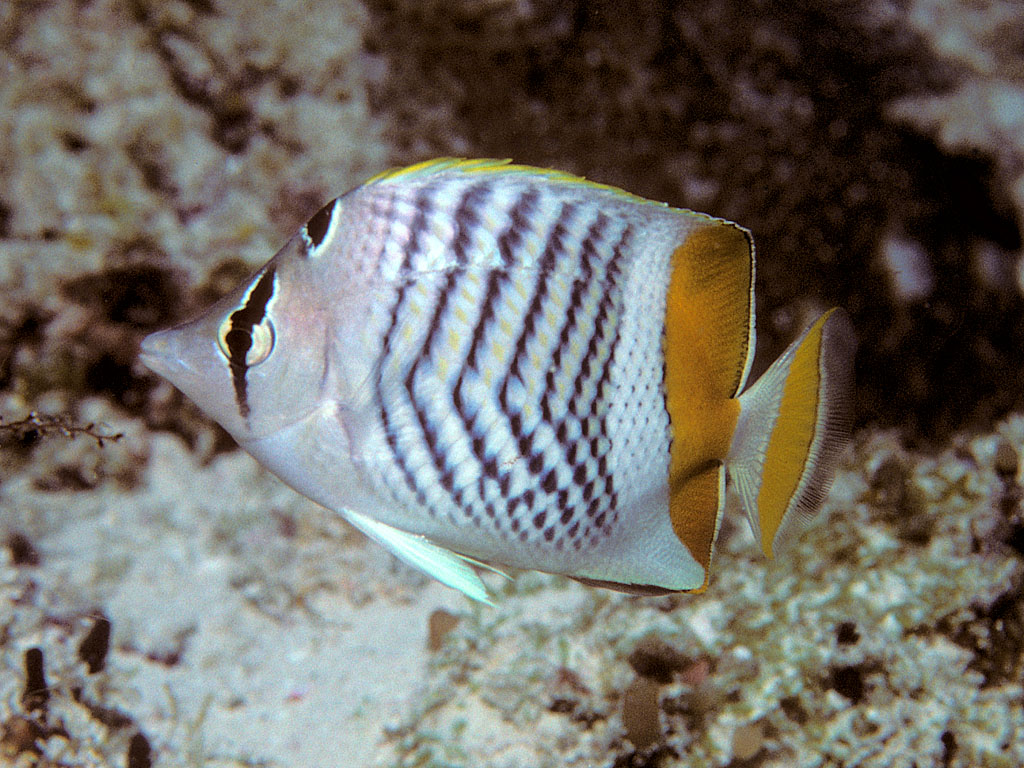
マダガスカル・バタフライフィッシュ

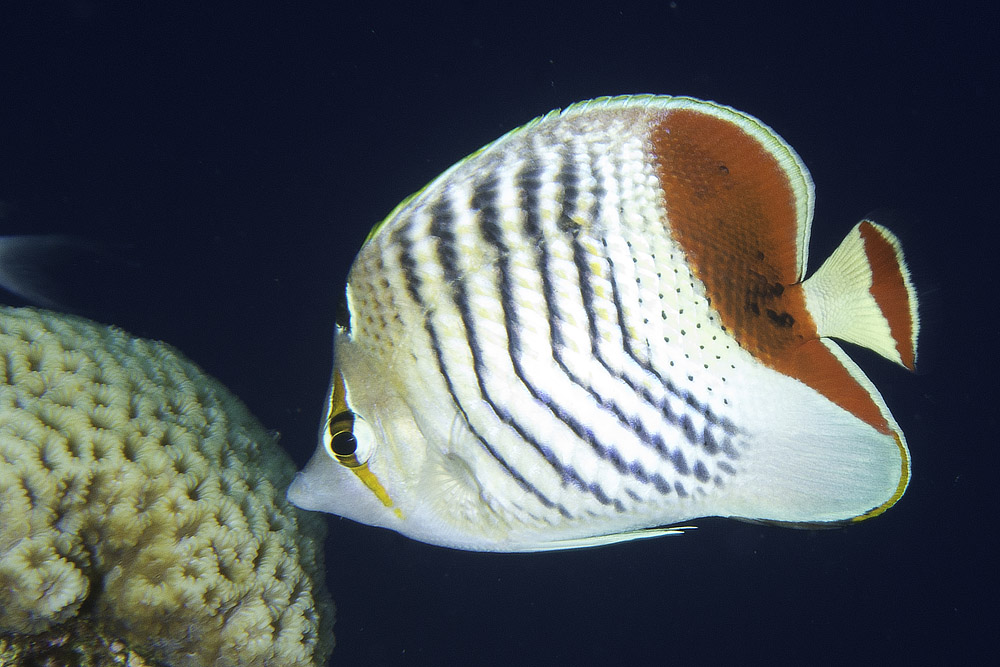
レッドバック・バタフライフィッシュ

成魚は「アミメチョウチョウウオ」、「マダガスカル・バタフライフィッシュ」、紅海に生息する「レッドバック・バタフライフィッシュ」とよく似ている。
外見上酷似しているが、
本種とアミメの場合、
- 体側の模様が、本種は「く」の字形の黒色帯が並ぶのに対して、アミメは黒い格子状である。

本種とレッドバックの場合、
- 目を通る模様が、本種は黒であるがレッドバックはオレンジである[3]。

といった相違点がある。

## 生態
雑食で、サンゴのポリプ、底生小動物、藻類などを食べる。
水深10-120mの岩礁域やサンゴ礁域で単独かペアで行動している。

## 分布
インド洋から中部太平洋にかけて広く分布する。紅海には生息していない。日本では奄美諸島や小笠原諸島以南に分布している。

## 人とのかかわり
観賞魚。